# A' Katīgoria 1996-1997
L'edizione 1996-97 della A' Katīgoria (58ª del massimo campionato di calcio cipriota) vide la vittoria finale dell'Anorthosis, che conquistò il suo ottavo titolo.
Capocannoniere del torneo fu Michalīs Kōnstantinou dell'EN Paralimni con 17 reti.

## Formula
Le 14 squadre partecipanti hanno disputato il campionato incontrandosi in due gironi di andata e ritorno, per un totale di 26 giornate. Erano assegnati 3 punti per la vittoria, 1 per il pareggio e 0 per la sconfitta ed erano previste tre retrocessioni.

## Classifica finale
|  |    | Classifica finale   | G  | V  | N  | P  | GF | GS | Dif | Pt |
|  | -- | ------------------- | -- | -- | -- | -- | -- | -- | --- | -- |
|  | 1  | Anorthōsis          | 26 | 20 | 5  | 1  | 54 | 14 | +40 | 65 |
|  | 2  | Apollōn Limassol    | 26 | 16 | 4  | 6  | 43 | 22 | +21 | 52 |
|  | 3  | Omonia              | 26 | 14 | 4  | 8  | 39 | 30 | +9  | 46 |
|  | 4  | AEK Larnaca         | 26 | 11 | 8  | 7  | 49 | 37 | +12 | 41 |
|  | 5  | APOEL (C)(CC)       | 26 | 12 | 4  | 10 | 57 | 43 | +14 | 40 |
|  | 6  | Ethnikos Achnas     | 26 | 11 | 4  | 11 | 48 | 36 | +12 | 37 |
|  | 7  | EN Paralimni        | 26 | 9  | 8  | 9  | 48 | 48 | +0  | 35 |
|  | 8  | Nea Salamis         | 26 | 8  | 10 | 8  | 42 | 36 | +6  | 34 |
|  | 9  | Anagennīsī Deryneia | 26 | 9  | 5  | 12 | 27 | 42 | -15 | 32 |
|  | 10 | APOP Paphou         | 26 | 9  | 4  | 13 | 29 | 44 | -15 | 31 |
|  | 11 | Alkī Larnaca        | 26 | 8  | 6  | 12 | 41 | 49 | -8  | 30 |
|  | 12 | Arīs Limassol       | 26 | 7  | 7  | 12 | 33 | 41 | -8  | 28 |
|  | 13 | Olympiakos Nicosia  | 26 | 8  | 3  | 15 | 28 | 47 | -19 | 27 |
|  | 14 | APEP Pitsilia       | 26 | 3  | 2  | 21 | 22 | 75 | -53 | 11 |

G = Partite giocate; V = Vittorie; N = Nulle/Pareggi; P = Perse; GF = Goal fatti; GS = Goal subiti; DIF = Differenza reti;
- (C): Campione nella stagione precedente
- (CC): Vince la Coppa di Cipro

### Verdetti
- Anorthosis Campione di Cipro 1996-97.
- Aris Limassol, Olympiakos Nicosia e APEP Pitsilia retrocesse in Seconda Divisione.

### Qualificazioni alle Coppe europee
- UEFA Champions League 1997-1998: Anorthosis qualificato al turno preliminare.
- Coppa delle Coppe 1997-1998: APOEL qualificato al turno preliminare.
- Coppa UEFA 1997-1998: Apollon Limassol qualificato al turno preliminare.
- Coppa Intertoto 1997: Nea Salamis qualificato.